# 사카토번
사카토 번(일본어: 坂戸藩 사카토한[*])은 일본 에도 시대에 있던 번으로, 에치고노쿠니 우오누마 군에 위치했다. 번청은 사카토 성이다.

## 번의 역사
게이초 3년(1598년), 호리 히데하루가 우에스기 가문 대신 에치고에 들어갔을 때, 호리 나오요리(호리 나오마사의 아들)가 사카토 2만 석 영지에 입봉되었다. 나오요리는 게이초 11년(1606년) 호리 쓰루치요의 사망으로 인해 자오도번 3만 석 영지를 추가로 받아 5만 석 영지를 거느리게 되었다. 하지만 게이초 13년(1608년), 아버지인 나오마사가 사망하자, 나오요리는 히데하루의 뒤를 이은 후쿠시마번의 어린 번주 호리 다다토시 밑에서 형 호리 나오키요와 번의 주도권을 놓고 다투어, 결국 승리를 거두었다. 다다토시는 영지를 몰수당하였고, 나오요리도 사카토 5만 석 영지에서 시나노노쿠니 이야마 번 4만 석 영지로 삭감 전봉되었다. 이리하여 사카토 번은 폐지되었다.

## 번주
- 호리 나오요리(堀直寄) 재위 1598년 ~ 1610년